# مؤسسه انتشارات دانشگاه تهران
مؤسسه انتشارات دانشگاه تهران یک ناشر دانشگاهی در ایران است که به دانشگاه تهران وابسته است. این انتشارات بر نشر کتاب‌های آکادمیک تمرکز دارد و از سال ۱۳۲۵ کار خود را به‌طور مستقل آغاز کرده است. انتشارات دانشگاه تهران از لحاظ ساختار اداری زیر نظر مدیریت اداره کل خدمات پژوهشی و انتشارات دانشگاه تهران است.
انتشارات دانشگاه تهران تاکنون بیش از ۵٬۰۰۰ عنوان کتاب منتشر کرده است و به‌طور میانگین در هر روز بیش از یک کتاب منتشر می‌کند. این انتشارات دارای ۹۶ نمایندگی پخش در ایران و ۱ نمایندگی در افغانستان است.

## رؤسا
رؤسای این انتشارات عبارتند از:
| ردیف | نام                 | فعالیت                                      |
| ---- | ------------------- | ------------------------------------------- |
| ۱    | پرویز ناتل خانلری   | ۱۳۳۳–۱۳۲۴                                   |
| ۲    | ذبیح‌الله صفا        | ۱۳۳۹–۱۳۳۳                                   |
| ۳    | حسن مینوچهر         | ۱۳۳۹–۱۳۴۲                                   |
| ۴    | حافظ فرمانفرمائیان  | ۱۳۴۳–۱۳۴۲                                   |
| ۵    | ایرج افشار          | ۱۳۵۰–۱۳۴۳                                   |
| ۶    | ابراهیم کوهستانی    | ۱۳۵۳–۱۳۵۰                                   |
| ۷    | بهرام فره‌وشی        | ۱۳۵۳ تا شهریور ۱۳۵۷                         |
| ۸    | حسین عرفانی         | شهریور ۱۳۵۷ تا ۲۵ اسفند ۱۳۵۷ (استعفا)       |
| ۹    | داریوش ورکانی فاتحی | ۶ فروردین ماه ۱۳۵۸ تا ۱۱ بهمن ۱۳۵۹ (استعفا) |
| ۱۰   | فیروز حریرچی        | ۱۳۵۹ تا ۱۳۶۶                                |
| ۱۱   | محمد شکرچی‌زاده      | ۱۳۶۶ تا ۱۳۷۰                                |
| ۱۲   | عباس راستگو         | ۱۳۷۰ تا ۱۳۷۷                                |
| ۱۳   | محمدعلی راد         | ۱۳۷۷                                        |
| ۱۴   | محمد شکرچی زاده     | ۱۳۸۵–۱۳۷۷                                   |
| ۱۵   | سید حمید طالب‌زاده   | ۱۳۸۸–۱۳۸۵                                   |
| ۱۶   | جان‌الله کریمی مطهر  | ۱۳۸۹–۱۳۸۸                                   |
| ۱۷   | حسن سرشتی           | ۱۳۸۹ تا ۱۳۹۰                                |
| ۱۸   | ایرج الله‌دادی       | ۱۳۹۵–۱۳۹۰                                   |
| ۱۹   | محمد موسی خانی      | ۱۴۰۰–۱۳۹۵                                   |
| ۲۰   | مرتضی اکبری         | ۱۴۰۰-اکنون                                  |